# Cristina Curto
Cristina Curto Luque (ur. 21 czerwca 1969) – hiszpańska judoczka. Dwukrotna olimpijka. Zajęła dziewiąte miejsce w Barcelonie 1992 i Atlancie 1996. Walczyła w wadze półciężkiej.
Uczestniczka mistrzostw świata w 1995. Startowała w Pucharze Świata w latach 1990 i 1993-1996. Zdobyła brązowy medal mistrzostw Europy w 1992; piąta w 1996 roku.

## Letnie Igrzyska Olimpijskie 1996
| Konkurencja | Eliminacje                  | Eliminacje               | Eliminacje             | Repasaże                 | Klas. końcowa |
| Konkurencja | Przeciwnik I                | Przeciwnik II            | 1/4                    | Przeciwnik I             | Miejsce       |
| ----------- | --------------------------- | ------------------------ | ---------------------- | ------------------------ | ------------- |
| 72 kg       | Jewgienija Bogunowa (KAZ) Z | Olesýa Nazarenko (TKM) Z | Ulla Werbrouck (BEL) P | Swietłana Galant (RUS) P | 9.            |

## Letnie Igrzyska Olimpijskie 1992
| Konkurencja | Eliminacje          | Repasaże                   | Klas. końcowa |
| Konkurencja | Przeciwnik I        | Przeciwnik I               | Miejsce       |
| ----------- | ------------------- | -------------------------- | ------------- |
| 72 kg       | Yōko Tanabe (JPN) P | Katarina Håkansson (SWE) P | 9.            |